# Gebhard Schweigler
Gebhard Ludwig Schweigler (* 16. Oktober 1943 in Wertheim; † 1. Dezember 2023 in Marietta, Georgia) war ein deutscher Politikwissenschaftler und Hochschullehrer.

## Leben und Wirken
Gebhard Schweigler studierte Politikwissenschaft an der Universität Heidelberg, am Harvard College und an der University of California in Berkeley, wo er 1968 den Magistergrad erwarb. 1972 promovierte er an der Harvard University zum Ph.D. Im gleichen Jahr wurde er wissenschaftlicher Mitarbeiter am Forschungsinstitut der Deutschen Gesellschaft für Auswärtige Politik in Bonn. Anschließend wechselte er als Mitarbeiter an die Stiftung Wissenschaft und Politik in Ebhausen. Zuletzt lehrte Gebhard Schweigler als Professor am National War College in Washington, D.C.
In seinen zahlreichen Veröffentlichungen beschäftigte sich Schweigler vor allem mit der Außenpolitik der USA und der Bundesrepublik Deutschland und den deutsch-amerikanischen Beziehungen.

## Veröffentlichungen (Auswahl)
Monographien
- Nationalbewußtsein in der BRD und der DDR (= Studien zur Sozialwissenschaft, Bd. 8). Bertelsmann Universitäts-Verlag, Düsseldorf 1973, ISBN 3-571-09126-4 (= teilw. Dissertation an der Harvard University, diese erschien u.d.T. National Consciousness in divided Germany. Sage Library, London 1975, ISBN 0-8039-9932-1).
- Contemporary international studies in the Federal Republic of Germany. Forschungsinstitut der Deutschen Gesellschaft für Auswärtige Politik, Bonn 1975, ISBN 3-87192-034-7.
- Politikwissenschaft und Außenpolitik in den USA. Am Beispiel der europäisch-amerikanischen Beziehungen (= Schriften des Forschungsinstitut der Deutschen Gesellschaft für Auswärtige Politik, Reihe Internationale Politik und Wirtschaft, Bd. 41). Oldenbourg, München 1977, ISBN 3-486-48321-8.
- Von Kissinger zu Carter. Entspannung im Widerstreit von Innen- und Außenpolitik 1969–1981 (= Schriften des Forschungsinstitut der Deutschen Gesellschaft für Auswärtige Politik, Reihe Internationale Politik und Wirtschaft, Bd. 47). Oldenbourg, München 1982, ISBN 3-486-50691-9.
- West German foreign policy. The domestic setting (= The Washington papers, Bd. 106). Praeger, New York 1984.
- Grundlagen der außenpolitischen Orientierung der Bundesrepublik Deutschland. Rahmenbedingungen, Motive, Einstellungen (= Aktuelle Materialien zur internationalen Politik, Bd. 8). Nomos, Baden-Baden 1985, ISBN 3-7890-1132-0.

Aufsätze
- Sport und Staatsbewußtsein im geteilten Deutschland. In: Politische Studien (Hanns-Seidel-Stiftung), Jg. 1972, S. 462–477.
- Nationalstaatsbewußtsein in der DDR. In: Aus Politik und Zeitgeschichte, Bd. 23 (1973), S. 23–38.
- Internationalismus oder Isolationismus? Aussenpolitik und öffentliche Meinung in den Vereinigten Staaten. In: Europa-Archiv, Bd. 31 (1976), S. 609–618.
- Die amerikanische Entspannungspolitik. Wandel oder Kontinuität? In: Europa-Archiv, Bd. 32 (1977), S. 791–799.
- Das außenpolitische Management unter Präsident Jimmy Carter. In: Europa-Archiv, Bd. 32 (1977), S. 47–52.
- Carters Dilemma. Macht und Ohnmacht des amerikanischen Präsidenten. In: Europa-Archiv, Bd. 34 (1979), S. 53–62.
- Die Vereinigten Staaten in der Krise. In: Die Internationale Politik 1973–1974 (1980), S. 315–333.
- Die Präsidentschaft Reagan. Ein neuer Anfang. In: Europa-Archiv, Bd. 36 (1981), S. 271–280.
- Europa, Amerika und die Entspannung. In: Aus Politik und Zeitgeschichte, Bd. 32 (1982), S. 3–14.
- Die Rolle des Kongresses in der amerikanischen Aussenpolitik. Die Lage nach den Wahlen zum Kongress. In: Europa-Archiv, Bd. 38 (1983), S. 15–24.
- Stimmungswandel in den USA. In: Die Internationale Politik 1979–1980 (1983), S. 27–41.
- Die Supermächte in anhaltender Konfrontation. In: Die Internationale Politik 1983–1984 (1986), S. 71–91.
- Die Vereinigten Staaten am Ende der Reagan-Ära. In: Europa-Archiv, Bd. 43 (1988), S. 59–66.
- Die Wiederbelebung des politischen Dialogs zwischen den USA und der Sowjetunion. In: Die Internationale Politik 1985–1986 (1988), S. 83–102.
- Normalität in Deutschland. In: Europa-Archiv, Bd. 44 (1989), S. 173–182.
- Die Rolle der öffentlichen Meinung in den Vereinigten Staaten. In: Dieter Mahncke (Hrsg.): Amerikaner in Deutschland. Grundlagen und Bedingungen der transatlantischen Sicherheit. Bouver, Bonn 1991, S. 399–444.
- Die Politik der Bundesrepublik Deutschland als Faktor amerikanischer Politik. In: ebd., S. 477–522.
- Hoffnung auf Wandel und Kontinuität. Perspektiven amerikanischer Außenpolitik unter Präsident Clinton. In: Europa-Archiv, Bd. 47 (1992), S. 711–717.
- Problems and prospects for partners in leadership. In: Steven Muller (Hrsg.): From occupation to cooperation. The United States and United Germany in a changing world order. Norton, New York 1992, S. 224–249, ISBN 0-393-03359-7.
- Die Außenpolitik von Präsident Clinton. In: Europa-Archiv, Bd. 48 (1993), S. 553–562.
- Das Deutschlandbild der Amerikaner. In: Eduard J. M. Kroker (Hrsg.): Die Deutschen auf der Suche nach ihrer neuen Identität? Frankfurter Allgemeine Zeitung/Wirtschaftsbücher, Frankfurt/M. 1993, S. 61–80, ISBN 3-929368-20-X.
- Nordamerika – innenpolitische Prioritäten, regionale Kooperation und die Beziehungen zur westlichen Gemeinschaft. In: Die Internationale Politik 1991–1992 (1994), S. 253–266.
- Amerika in uns. Wie sieht die Zukunft der deutsch-amerikanischen Beziehungen aus? In: Beate Lindemann (Hrsg.): Amerika in uns. Deutsch-amerikanische Erfahrungen und Visionen. Hase & Koehler, Mainz 1995, S., 401–412, ISBN 3-7758-1327-6
- Globalisierung und Außenpolitik. Identität und Interdependenz. In: Peter Rudolf (Hrsg.): Weltmacht ohne Gegner. Amerikanische Außenpolitik zu Beginn des 21. Jahrhunderts (= Internationale Politik und Sicherheit, Bd. 52). Nomos, Baden-Baden 2000, S. 21–37, ISBN 3-7890-6918-3.